# 1960 Guisan
Az 1960 Guisan (ideiglenes jelöléssel 1973 UA) a Naprendszer kisbolygóövében található aszteroida. Paul Wild fedezte fel 1973. október 25-én.
Nevét Henri Guisan svájci tábornagy (1874–1960) után kapta, aki a második világháború éveiben a Svájci Államszövetség haderejének főparancsnoka volt.